# Hůrka Kapinos
Hůrka Kapinos je malá vesnice, část města Neveklov v okrese Benešov. Nachází se asi 1,5 km na jih od Neveklova. V roce 2009 zde bylo evidováno 23 adres.
Hůrka Kapinos leží v katastrálním území Zádolí u Neveklova o výměře 4,64 km².

## Historie
První písemná zmínka o vesnici pochází z roku 1563, kdy je zmiňována pouze jako Hůrka. Jako Hůrka Kapinos se poprvé uvádí roku 1849.
Za druhé světové války se ves stala součástí vojenského cvičiště Zbraní SS Benešov a její obyvatelé se museli 31. prosince 1943 vystěhovat.